# Markus Quappik
Markus Quappik (* zwischen 1970 und 1974) ist ein früherer deutscher Biathlet.
Markus Quappik gehörte in der ersten Hälfte der 1990er Jahre dem deutschen Nationalkader an. Als Juniorensportler gewann er, für den WSV Viechtach/BW/BwReg startend, bei den Junioren-Weltmeisterschaften 1990 in Sodankylä mit Johannes Hackl und Martin Rossberger die Silbermedaille hinter der Vertretung der Sowjetunion im Mannschaftswettkampf. Ein Jahr später gewann er in Galyatető hinter Carsten Heymann über die Distanz von 15 Kilometern die Silbermedaille im Einzel und mit Peter Sendel, Jürgen Isenberg und Heymann den Titel im Staffelrennen (4 × 7,5 km).
In der Saison 1989/90 wurde er hinter Jürgen Isenberg und vor Rossberger in der Gesamtwertung des Biathlon-Europacups Zweiter. In der Folgesaison gewann der Bayer diese Wertung vor Heymann und René Gerth. Bei Biathlon-Europameisterschaften nahm Quappik 1995 erfolgreich teil. Mit René König, Lars Kreuzer und Marco Morgenstern gewann er in Le Grand-Bornand mit der deutschen Staffel hinter der Vertretung aus Weißrussland die Silbermedaille. National gewann er 1992 in Oberhof mit der Staffel Bayern an der Seite von Arne Kluge Michael Mayer und Raik Dittrich hinter der Vertretung Thüringens und der ersten Staffel Bayerns die Bronzemedaille.